# 안드레아스 모겐센

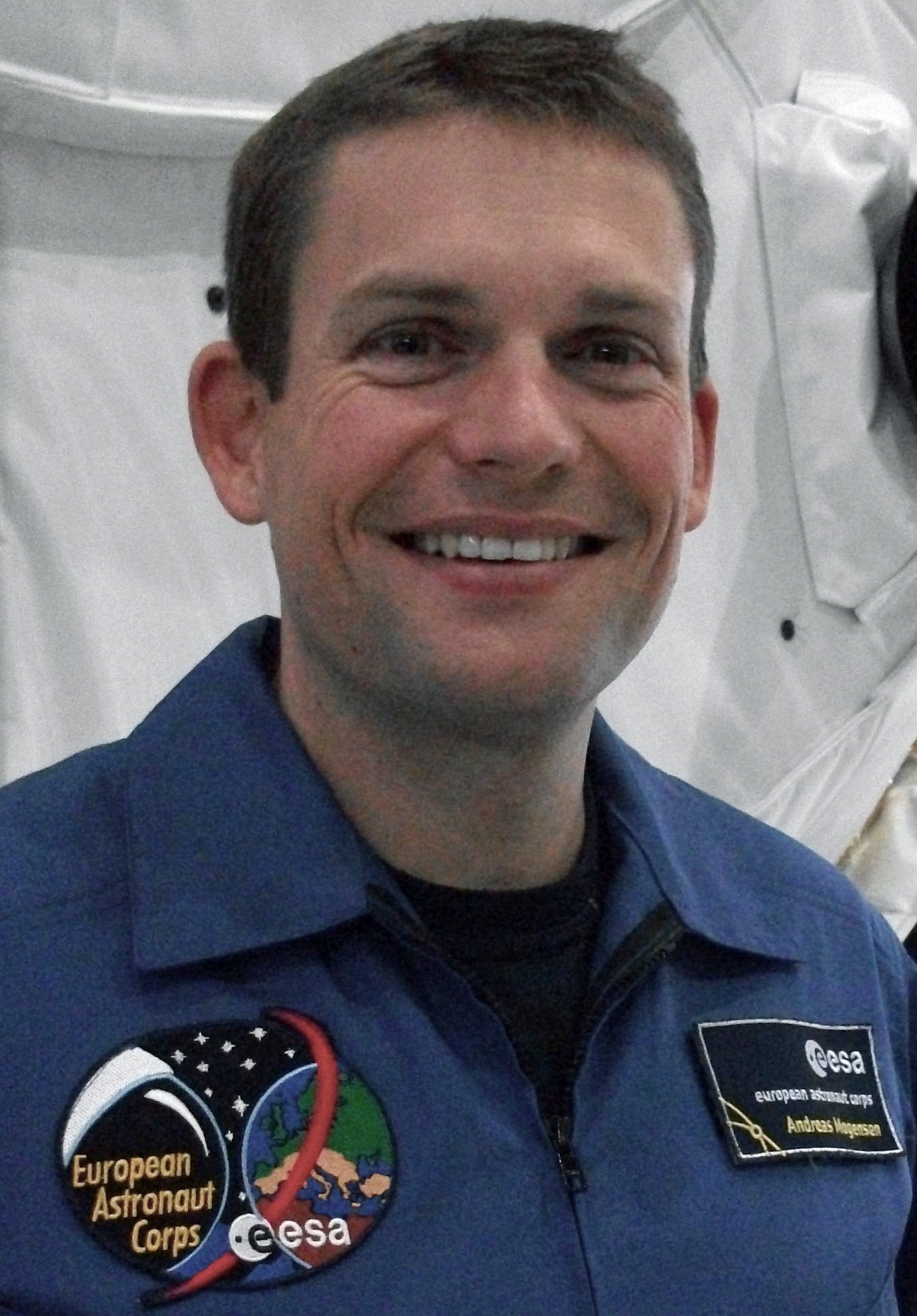
안드레아스 모겐센

안드레아스 에네볼 모겐센(덴마크어: Andreas Enevold Mogensen, 1976년 11월 2일 코펜하겐 ~ )은 덴마크의 공학자, 우주인이다.
덴마크의 기업 베스타스에서 연구개발 담당 공학자로 근무했으며 독일에서 비행 궤도 통제 시스템, 안내, 내비게이션, 인공위성 SWARM과 관련된 우주 비행을 위한 제어 엔지니어로 근무했다. 영국 서리 대학교 산하 서리 우주 센터에서 항공 우주 공학자로 근무했고 2009년에는 덴마크에서는 최초로 유럽 우주국 소속 우주인으로 임명되었다.